# Justin Devenny
Justin Devenny (* 11. října 2003) je fotbalista, který hraje jako záložník za Crystal Palace. Narodil se ve Skotsku a hraje za severoirskou reprezentaci.

## Reprezentační kariéra
Devenny se narodil ve Skotsku, díky matce ale mohl reprezentovat Severní Irsko. V říjnu 2023 debutoval za reprezentaci do 21 let. Dne 11. listopadu 2024 byl Devenny poprvé povolán do seniorské reprezentace na zápasy Ligy národů proti Bělorusku a Lucembursku. Svůj seniorský debut si odbyl dne 18. listopadu 2024 proti Lucembursku.

## Úspěchy

### Klubové
Crystal Palace
- FA Cup: 2024/25
- Community Shield: 2025